# EA Black Box
EA Black Box (anteriormente conocida como Black Box Games) fue una desarrolladora de videojuegos con sede en Vancouver, Columbia Británica, Canadá, fundada en 1998 por antiguos empleados de Radical Entertainment y más tarde adquirida por Electronic Arts. Su desarrollo principal fueron los juegos de la serie Need for Speed. Tras una serie de reestructuraciones, finalmente fue cerrada en febrero de 2015.

## Historia
Black Box Games había desarrollado anteriormente para distribuidoras de videojuegos como Sega, Midway Games y Electronic Arts. Después de ser adquirida en junio de 2002 por esta última, pasó a ser una subsidiaria de EA Canada durante el desarrollo de Need for Speed: Hot Pursuit 2. Como resultado pasó a ser renombrada EA Black Box. En marzo de 2003, la compañía necesitaba más espacio para sus proyectos actuales, y como solución se emplearon 4 pisos de una torre en el centro de Vancouver como una expansión.
EA Black Box anunció el 19 de diciembre de 2008 que cerraría su estudio en Vancouver y se trasladaría a las instalaciones en Burnaby de EA Canada, como parte de los planes de consolidación mundial de Electronic Arts. Los funcionarios estimaron que el traslado se completaría en junio de 2009, insistiendo en que EA Black Box seguiría abierta. El estudio siguió como parte de la etiqueta EA Games, y fue independiente del estudio EA Sports, también ubicado en las instalaciones de Burnaby
En febrero de 2012, EA confirmó una serie de despidos en EA Canada y EA Black Box, y que estaban transformando los estudios hacia los "formatos digitales de alto crecimiento, incluyendo en línea, juegos sociales y free-to-play". EA se negó a comentar sobre si la marca EA Black Box permanecería.
En julio de 2012, EA Black Box ha sido renombrado como Quicklime Games durante el segundo aniversario de Need for Speed: World, con cuyo nombre operó hasta su cierre el 5 de febrero de 2015.
La responsabilidad de la franquicia Need for Speed ha sido tomada por Ghost Games.

## Juegos desarrollados
- NHL 2K (Dreamcast, 2000)
- NASCAR 2001 (PlayStation, 2000)
- NHL Hitz 2002 (GameCube, PlayStation 2, Xbox, 2001)
- Sega Soccer Slam (GameCube, PlayStation 2, Xbox, 2002)
- NHL Hitz 2003  (GameCube, PlayStation 2, Xbox, 2002)
- Need for Speed: Hot Pursuit 2 (PlayStation 2, 2002)
- NHL 2004 (GameCube, PlayStation 2, Xbox, 2003)
- Need for Speed: Underground (Xbox, Gamecube, PlayStation 2, Windows, 2003)
- NHL 2005 (GameCube, PlayStation 2, Xbox, 2004)
- Need for Speed: Underground 2 (Xbox, Gamecube, PlayStation 2, Windows, 2004)
- Need for Speed: Most Wanted (Xbox, Xbox 360, Gamecube, PlayStation 2, Windows, 2005)
- Need for Speed: Carbon (Xbox, Xbox 360, Macintosh, Gamecube, PlayStation 2, PlayStation 3, Wii, Windows, 2006)
- Skate (Xbox 360, PlayStation 3, 2007)
- Need for Speed: ProStreet (Xbox 360, PlayStation 2, PlayStation 3, Wii, Windows, 2007)
- Need for Speed: Undercover (Xbox 360, PlayStation 2, PlayStation 3, Wii, Windows, 2008)
- Skate It (Wii)
- Skate 2 (Xbox 360, PlayStation 3, 2009)
- Skate 3 (Xbox 360, PlayStation 3, 2010)
- Need for Speed: World (Windows, 2010)
- Need for Speed: The Run (Xbox 360, PlayStation 3, Wii, Nintendo 3DS, Windows, 2011)[3][4][5]